# 苏皮尔
苏皮尔（法語：Soupir，法語發音：[supiʁ]）是法国上法蘭西大區埃纳省的一个市镇，属于苏瓦松区。

## 地理
苏皮尔（49°24'23"N, 3°35'46"E）面积10.2 平方千米，位于法国上法蘭西大區埃纳省，该省份为法国北部内陆省份，北起北部省，西接索姆省和瓦兹省，东临阿登省和马恩省，西南至塞纳-马恩省，东北部与比利时接壤。
与苏皮尔接壤的市镇（或旧市镇、城区）包括：布赖昂洛努瓦、沙沃讷、西拉科米讷、穆西-韦尔讷伊、奥斯泰勒、蓬塔尔西、圣马尔。

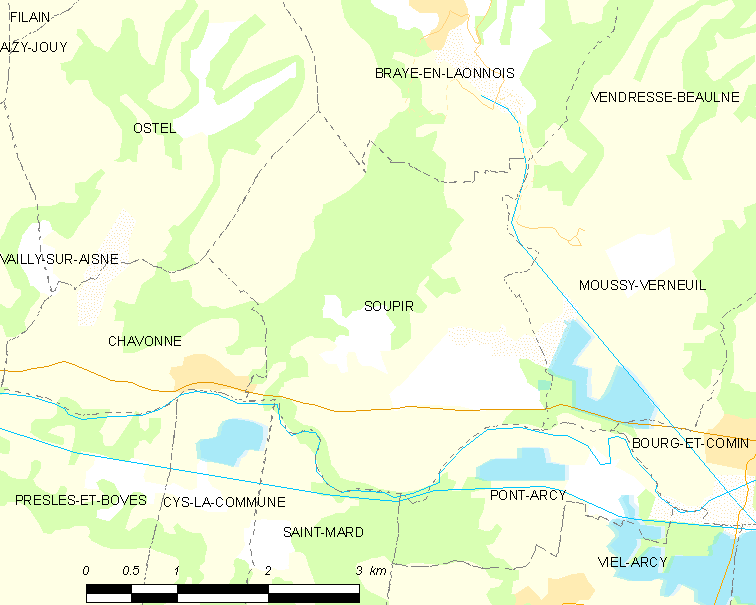
苏皮尔的OSM定位图

苏皮尔的时区为UTC+01:00、UTC+02:00（夏令时）。

## 行政
苏皮尔的邮政编码为02160，INSEE市镇编码为02730。

## 政治
苏皮尔所属的省级选区为塔德努瓦地区费尔县。

## 人口

1962-2008年间苏皮尔人口变化图示

苏皮尔于2022年1月1日时的人口数量为270人。